# SeARCH
SeARCH, hetgeen staat voor Stedenbouw en ARCHitectuur, is een Nederlands architectenbureau gehuisvest in Amsterdam . 

## Geschiedenis
Het bureau werd in 2002 opgericht door de architecten Bjarne Mastenbroek en Ad Bogerman, voortkomend uit een afsplitsing vanuit architectenbureau de architectengroep. In 2005 verliet Bogerman SeARCH. In 2009 werd het bureau uitgeroepen tot Architect van het Jaar.
SeARCH ontwierp onder meer het ontwerp voor de Nederlandse ambassade in Ethiopië, het IJDock en Gershwin. Tevens droeg het bij aan de Floriade 2022 in Almere.

## Portfolio
- Nederlandse ambassade in Ethiopië, Addis Abeba (1998-2005)
- IJDock, Amsterdam (1999-2013)
- Kop van Kessel-Lo, Leuven (2003-2017)
- Isbjerget, Aarhus (2008-2013)
- Amsterdam Marina, Amsterdam (2011-2013)
- Uitbreiding Geert Groote College, Amsterdam (2010-2014)[3]
- North Orleans, Amsterdam (2012-2016)
- Summertime, Amsterdam (2013-2016)
- Hotel Jakarta, Amsterdam (2013-2018)

## Fotogalerij

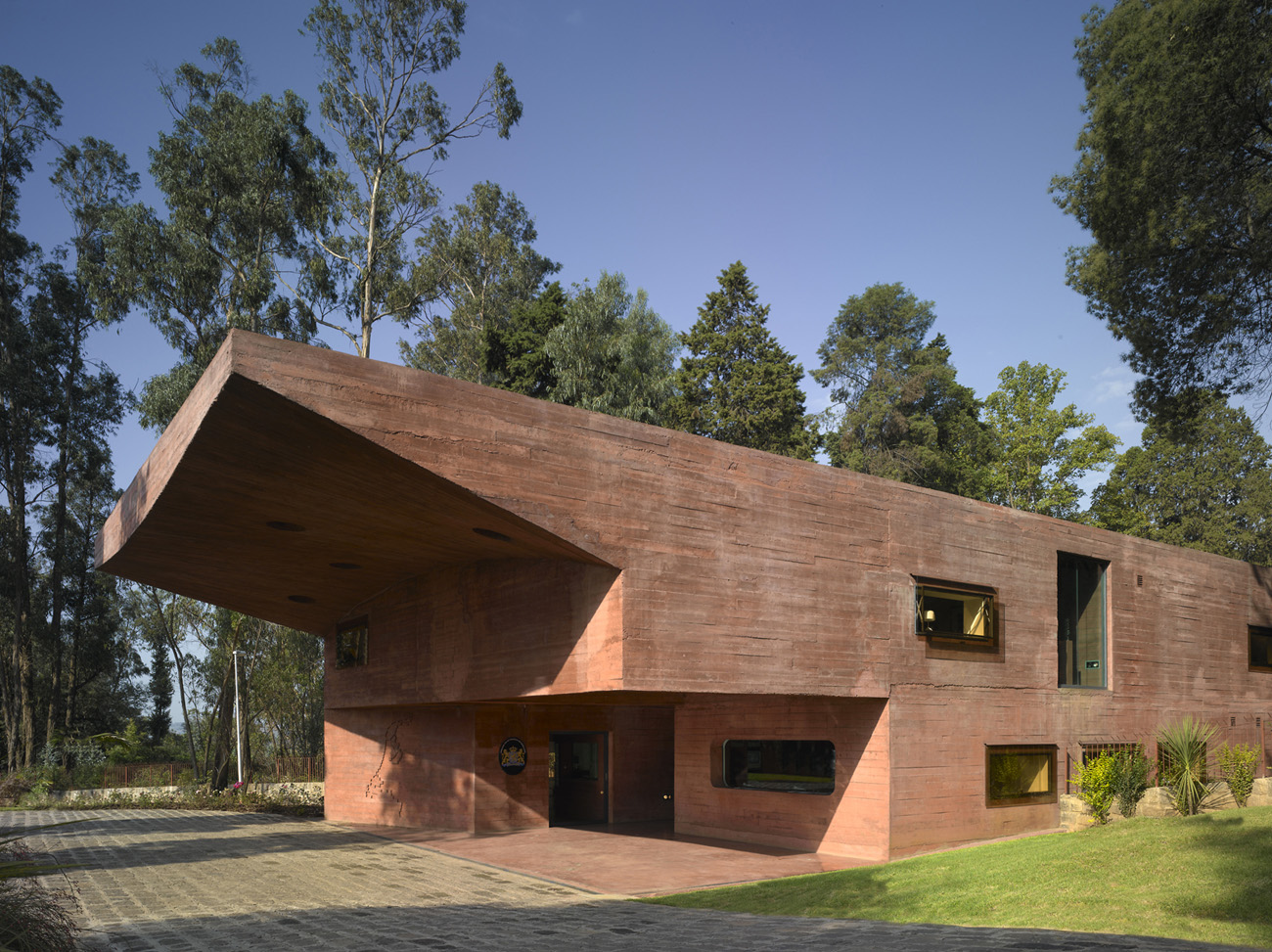
Ambassade van Nederland in Ethiopië, Addis Abeba
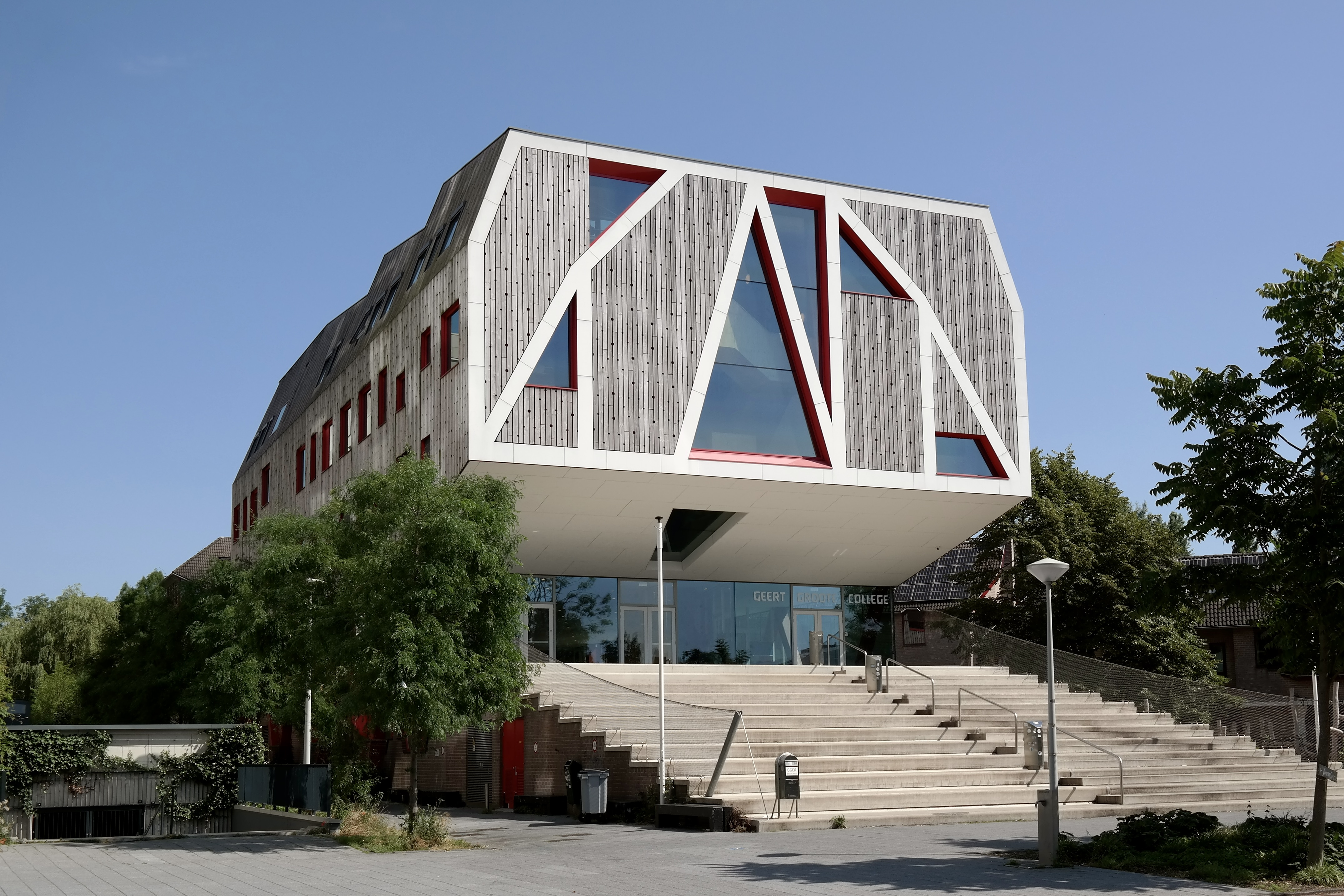
Geert Groote College Amsterdam
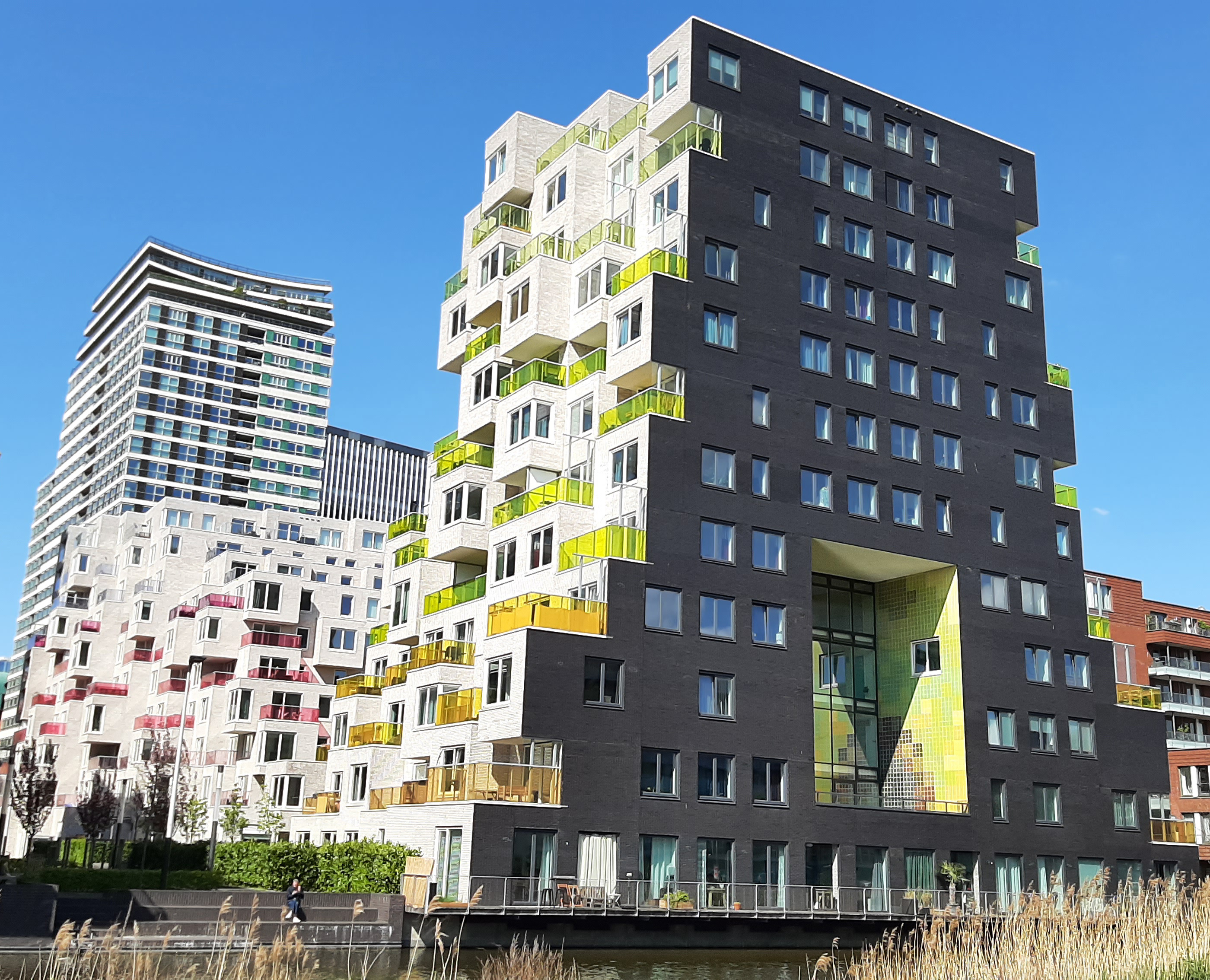
Summertime, Amsterdam
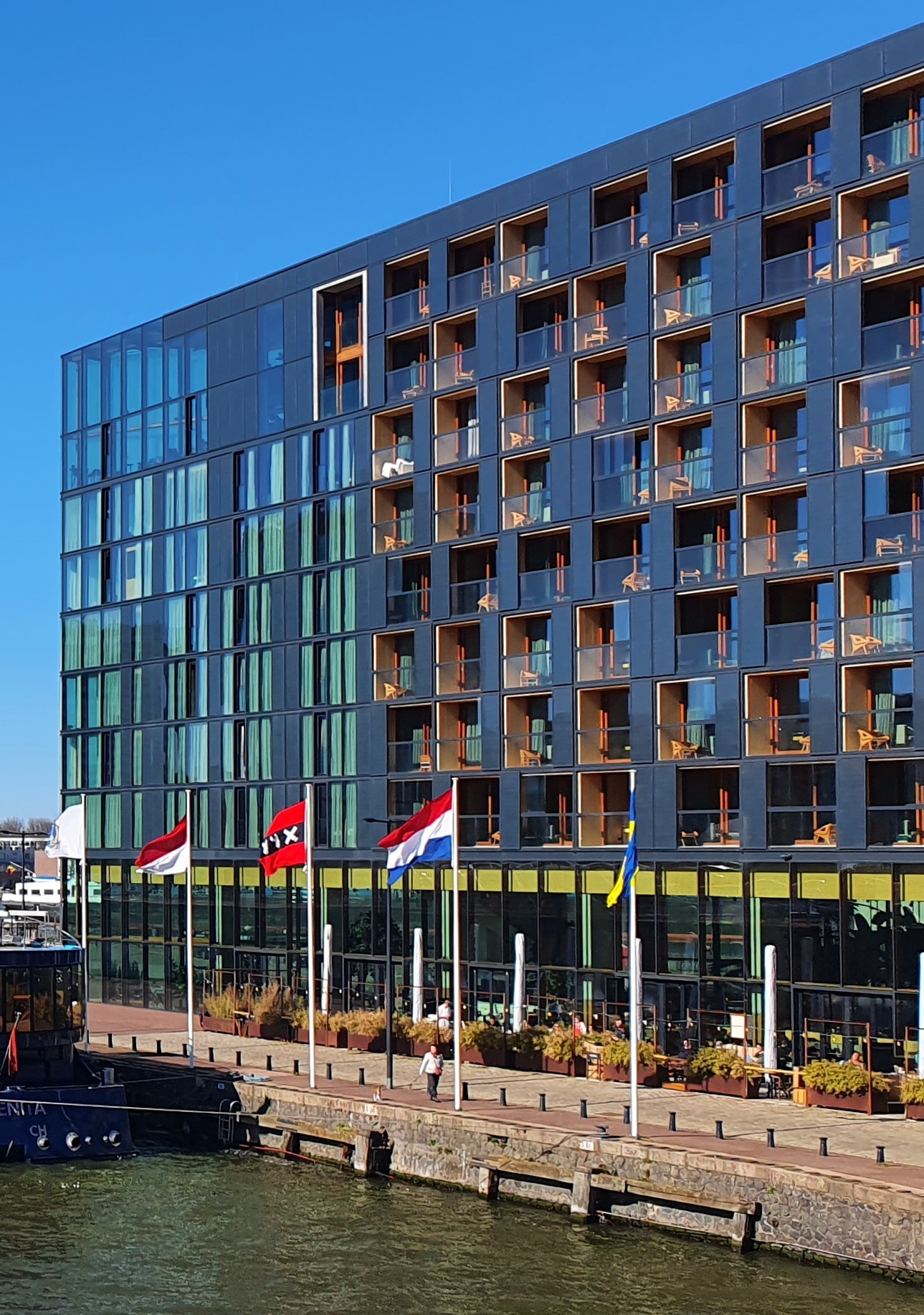
Hotel Jakarta, Amsterdam
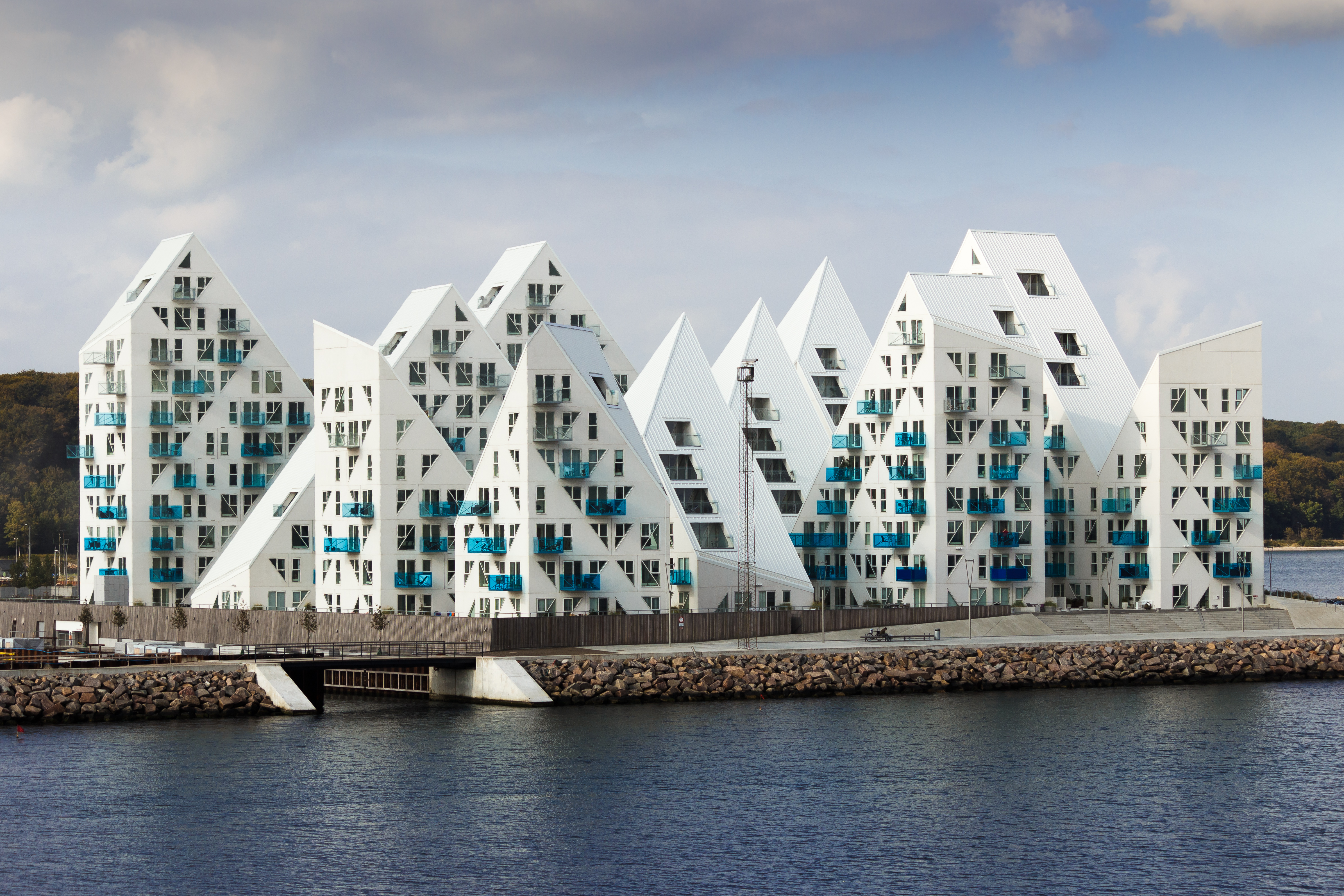
Isbjerget, Aarhus
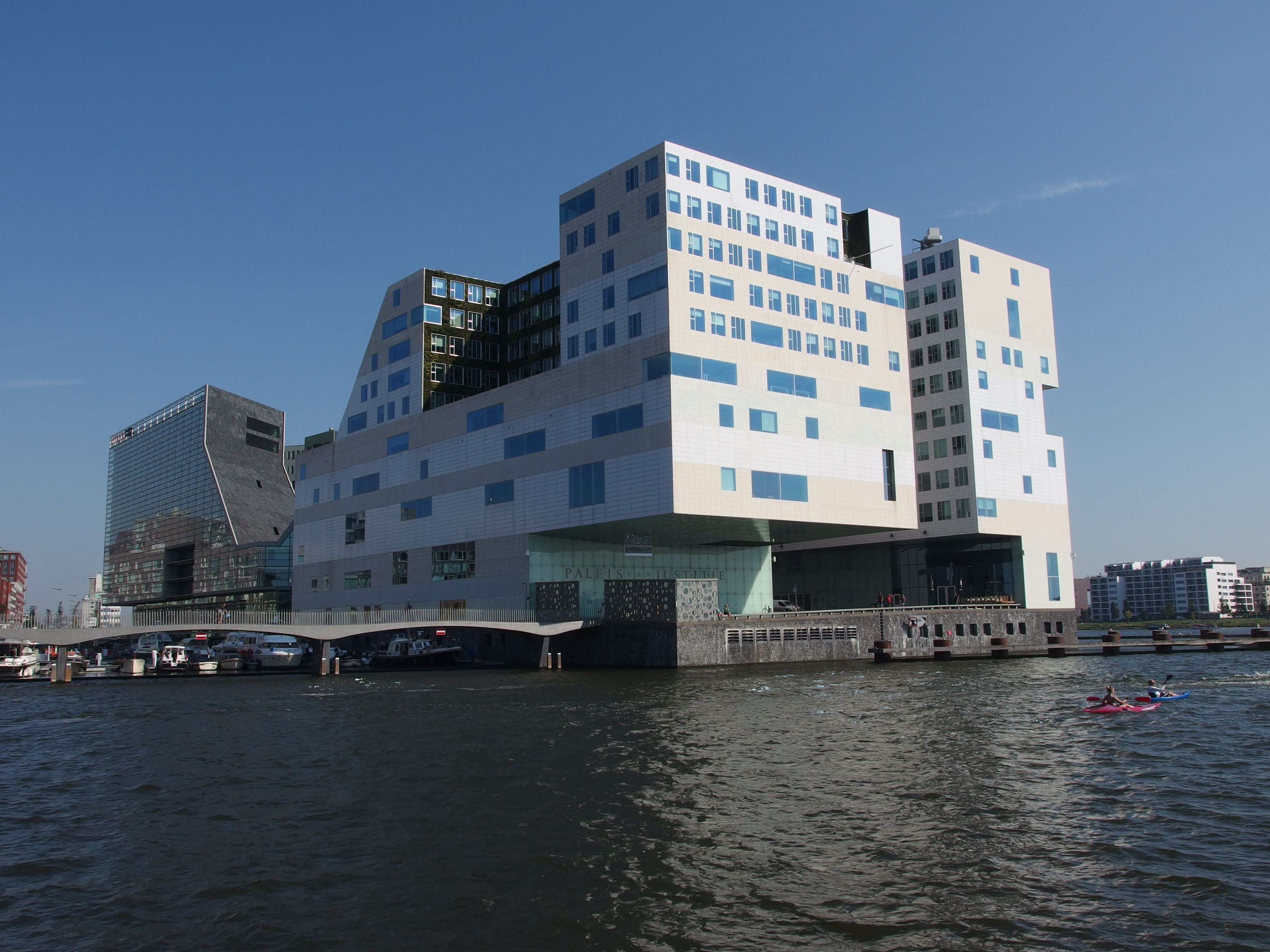
IJdock, Amsterdam